# Хартфорд (Илиноис)
Хартфорд (енгл. Hartford) град је у америчкој савезној држави Илиноис.

## Демографија
По попису из 2010. године број становника је 1.429, што је 116 (-7,5%) становника мање него 2000. године.
| Група             | 2000.         | 2010.         |
| Белци             | 1.517 (98,2%) | 1.379 (96,5%) |
| Афроамериканци    | 2 (0,1%)      | 5 (0,3%)      |
| Азијати           | 5 (0,3%)      | 9 (0,6%)      |
| Хиспаноамериканци | 11 (0,7%)     | 14 (1,0%)     |
| Укупно            | 1.545         | 1.429         |